# Friedrich Gustav Jaeger
Friedrich Gustav Jaeger (25 de septiembre de 1895 - 21 de agosto de 1944) fue un combatiente de la resistencia en la Alemania Nazi y un miembro del complot del 20 de julio.

## Actividades en la resistencia
En 1938, después de la Crisis de los Sudetes, Jaeger tomó parte en la invasión alemana de la región de los Sudetes de Checoslovaquia. Con el estallido de la Segunda Guerra Mundial, fue desplegado en la invasión de Polonia. A partir de 1939, Jaeger forjó contactos con elementos de la resistencia dentro de la Wehrmacht, incluyendo a Hans Oster, Friedrich Olbricht y Ludwig Beck. En 1940, participó en la batalla de Francia donde consiguió la Cruz de Caballero de la Cruz de Hierro y en 1941, fue desplegado en la campaña rusa.
Tras la muerte de su esposa durante un bombardeo británico el 17 de febrero de 1942, Jaeger habló con su hijo por primera vez sobre sus contactos con la resistencia y sus planes de derrocar a Adolf Hitler. En el curso del año, Jaeger ascendió a coronel, y fue enviado a la batalla de Stalingrado. Ahí, fue herido, y después de enfermar con el tifus, fue evacuado a Lublin.
En 1943, Jaeger se aproximó y aceptó a regañadientes les planes de un atentado sobre la vida de Hitler. Debido a sus convicciones cristianas, preferiría ver a Hitler ante un tribunal debidamente constituido. El hijo de Jaeger era el Capitán en la División Gross Deutschland, una de las unidades de élite de Alemania. Krafft, el hijo de Jaeger, fue arrestado y acusado de traición y de alentar la desobediencia entre sus camaradas del ejército. Krafft fue liberado por falta de evidencias, pero fue enviado de nuevo al frente para que pudiera "recuperar el honor". 

## Fracaso del complot, arresto y muerte
El 20 de julio de 1944, el día del atentado sobre la vida de Hitler, Jaeger estaba al mando de las tropas Panzer de reserva en los distritos de defensa II (Stettin) y XXI (Kalisch). Después de que la bomba en el maletín explotara en la Guarida del Lobo en Prusia Oriental, Jaeger recibió órdenes de Claus Schenk von Stauffenberg de arrestar a un SS Oberführer. Además, también debía arrestar a Joseph Goebbels y ocupar la estación de radio en Masurenallee. Después de que se supo que Hitler había sobrevivido al atentado, no obstante, los soldados bajo su mando no seguirían sus órdenes. El propio Jaeger fue arrestado por su propio ejército el mismo día cuando el complot fracasó. Su hijo también fue arrestado, siendo sacado de un hospital militar italiano y traído en tren a una prisión de la Gestapo en Berlín. El 21 de agosto, Friedrich Gustav Jaeger fue sentenciado a muerte por traición por Roland Freisler en el Volksgerichtshof, y fue colgado posteriormente el mismo día en la prisión de Plötzensee en Berlín. La propiedad de su familia fue confiscada.

## Honores
Krafft Jaeger fue enviado al campo de concentración de Sachsenhausen. Sin embargo, sobrevivió, y el 25 de septiembre de 1995, desveló una placa conmemorativa de su padre en la casa donde había nacido exactamente cien años antes. La casa es ahora el ayuntamiento de Kirchberg an der Jagst.
Friedrich Gustav Jaeger también fue honrado con una calle en Wünsdorf llamada Fritz-Jaeger-Allee.